# Saint George (Bermuda)
St. Georges (formelt navn St. George's Town) er en by på Bermuda, og den første permanente engelske bosætning på øen og den ældste i dag i Amerika. Den historiske del af byen er godt bevaret og står på UNESCOs verdensarvsliste.

## Etableringen af byen
St. Georges blev etableret i 1612, tre år efter at de første engelske bosættere landede på øen. De havde været på vej til Virginia, men deres skib «Sea Venture», sprang læk i en storm og blev strandsat av kaptejnen, admiral sir George Somers. De overlevende efter forliset byggede to nye fartøjer og de fleste sejlede herefter videre til Virginia, men nogen blev tilbage og Virginia Company gjorde krav på øen.
Selskabet sendte 60 mænd som etablerede bosætningen på St. Georges. Beliggenheden var gunstig for skibe da bosætningen lå ved et sund som var skærmet for dårligt vejr. Den lille by har haft en betydelig historisk indflydelse, den var central for udviklingen af Bermuda og var hovedstad indtil 1815. St. Georges havde også stor indflydelse for de engelske kolonier i Nordamerika, under den amerikanske uafhængighedskrig stjal de lokale krudt fra forterne rundt byen og smuglede det til George Washington. Indbyggerne i St. Georges bidrog også til å forlænge den amerikanske borgerkrig med smugling af forsyninger og ammunition til de oprørske sydstater.

## Dagens St. Georges
Dagens St. Georges er for det meste uberørt af den økonomiske udvikling som har præget hovedstaden Hamilton. De fleste bygninger i byen er fra 1600-tallet og frem til 1800-tallet. De lokale myndigheder har gjort sit for at bevare de gamle bygninger. Trange gader som Barber's Alley og Aunt Peggy's Lane er som de var for flere hundrede år siden.
32°22′46″N 64°40′40″V / 32.37944°N 64.67778°V